# Centre d'Informació als Mitjans de Comunicació
El Centre d'Informació sobre els Mitjans de Comunicació o CIM, és una institució belga que recull i subministra dades per al mercat publicitari.
La CIM va ser fundada l'any 1971 i és una associació independent sense ànim de lucre. Els membres del CIM són actors del sector de la comunicació belga i agrupa tres actors importants. Els anunciants, les agències de publicitat i centres de mitjans i la gestió de publicitat i mitjans.
La tasca del CIM se centra principalment en dues àrees de treball. D'una banda, les dades relatives a l'autenticació, entre d'altres, de les xifres de difusió i vendes de la premsa escrita (són correctes les dades i les xifres?) i, d'altra banda, les dades relatives a l'abast dels principals mitjans de comunicació. portadors com cartells, cinema, premsa, ràdio, internet i finalment televisió.
El CIM té la confiança i el respecte de tots els actors del món de la publicitat. Cada any esperem impacients la publicació de les noves xifres del CIM. Per tant, hi ha molt en joc, sobretot per als mitjans de comunicació però també per als anunciants. Al cap i a la fi, qualsevol canvi en l'abast pot tenir un impacte directe en les tarifes publicitàries que un reproductor multimèdia pot cobrar i/o pot provocar que els anunciants reorganitzin els seus pressupostos publicitaris. Suposem que les noves xifres mostren que una determinada revista ja no és llegida pels joves, aleshores una marca que centra els seus productes en aquest grup objectiu pot decidir no anunciar-se més en aquesta revista.
El CIM és conegut principalment pel públic en general per les seves anomenades figures de visualització i figures d'escolta.
La contrapart holandesa del CIM és la Fundació KijkOnderzoek pel que fa a les xifres de visualització i la Fundació per a la publicitat a Internet quan es tracta d'Internet.